# Kellenspitze
Kellenspitze (czasem Kellespitze lub Köllenspitze) – szczyt w Alpach Algawskich, części Alp Bawarskich. Leży na granicy między Austrią (Tyrol), a Niemcami (Bawaria). Szczyt ten jest najwyższy w swoim rejonie co czyni go dobrym punktem widokowym. Droga na szczyt wymaga jednak dużych umiejętności wspinaczkowych.